# Thú thiếu răng
Bộ Thú thiếu răng, tên khoa học Pilosa, là nhóm thú có nhau thai, ngày nay chỉ còn tồn tại ở Châu Mỹ. Bao gồm những con thú ăn kiến và con lười.
Nguồn gốc của bộ này có từ đầu Kỷ Đệ Tam - Tertiary (khoảng 60 triệu năm trước, tức một thời gian ngắn sau sự tuyệt chủng của khủng long). Sự hiện diện của những loài thú này tại Bắc Mỹ được giải thích do kết quả sự thay đổi địa chất lớn châu Mỹ (Great American Interchange).
Hiện nay, Pilosa được gộp chung với armadillo trong liên bộ Xenarthra.

## Phân loại
Bộ Pilosa
- Phân bộ Vermilingua (Thú ăn kiến)
  - Họ Cyclopedidae
    - Cyclopes didactylus

  - Họ Myrmecophagidae
    - Myrmecophaga tridactyla: Thú ăn kiến khổng lồ
    - Tamandua mexicana
    - Tamandua tetradactyla
- Phân bộ Folivora (Lười)
  - Họ Bradypodidae: 
    - Bradypus pygmaeus
    - Bradypus variegatus
    - Bradypus tridactylus
    - Bradypus torquatus

  - Họ Megalonychidae: 
    - Choloepus hoffmanni
    - Choloepus didactylus